# 오쿠노 카야

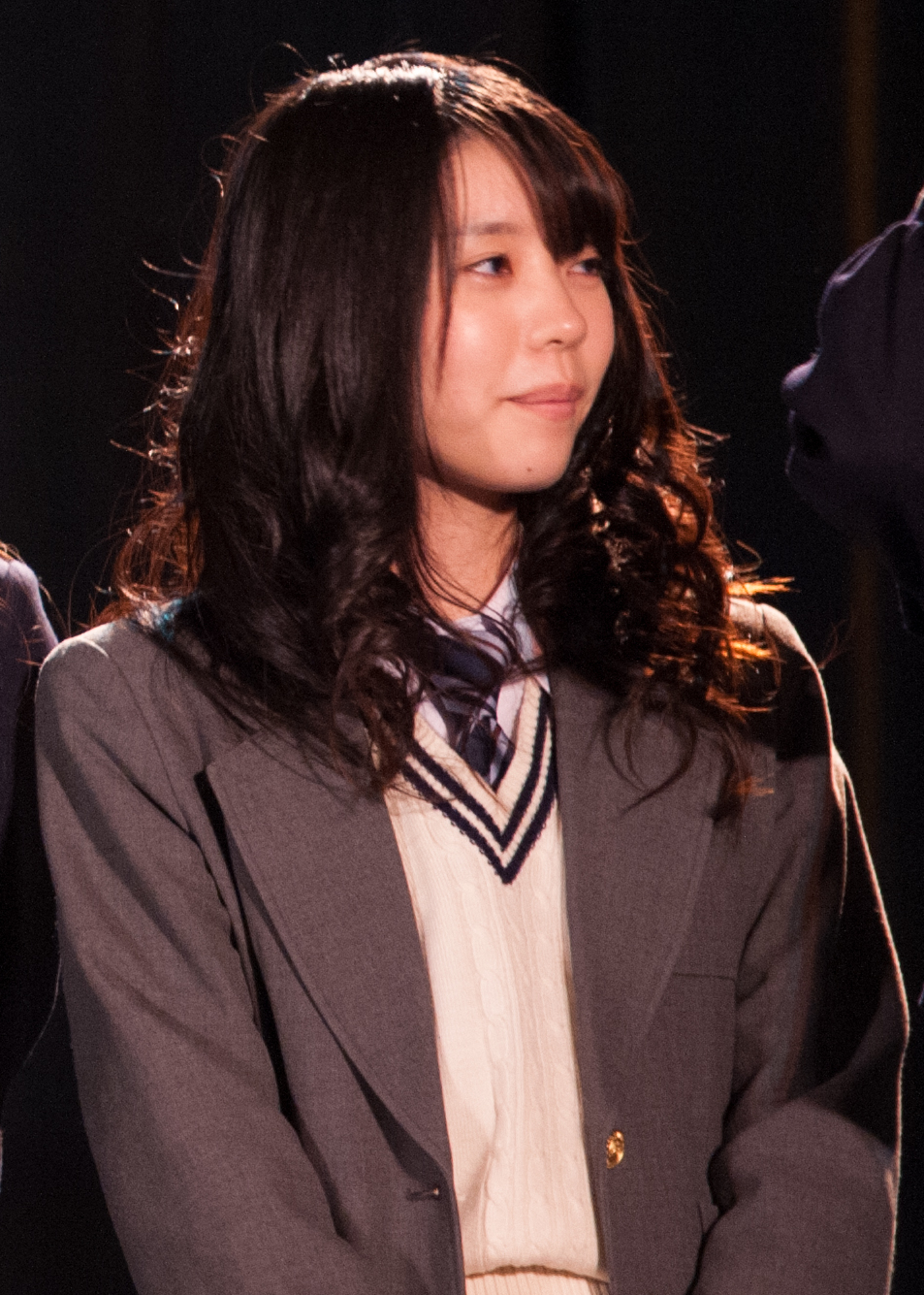
오쿠노 카야

오쿠노 카야(일본어: 奥野 香耶 おくの かや[*], 1991년 3월 1일 ~ )는 일본의 여성 성우. 이와테현 출신. 81프로듀스 소속.